# Hisashi Sakaguchi
Hisashi Sakaguchi (坂口尚?, Sakaguchi Hisashi; prefettura di Saitama, 5 maggio 1946 – 22 dicembre 1995) è stato un fumettista e animatore giapponese.
Dopo aver lavorato con Osamu Tezuka, cominciò a lavorare indipendentemente, creando varie opere, tra cui la serie biografica Ikkyū. Morì per insufficienza cardiaca all'età di 49 anni.

## Biografia
All'età di diciassette anni, Sakaguchi lasciò la scuola per lavorare nello studio di animazione di Osamu Tezuka, Mushi Production. In qualità di assistente animatore, lavorò alla produzione di Astro Boy, Kimba il leone bianco e La principessa Zaffiro. Sakaguchi ha anche collaborato con Tezuka al manga originale Cleopatra, che è stato successivamente adattato nell'omonimo film anime del 1970. Nel 1969 lasciò lo studio di Tezuka e iniziò a lavorare in modo indipendente, creando manga propri, tra cui Version, Fleur de Pierre (lungo 1400 pagine) e Ikkyū. Si occupò anche dell'illustrazione del manga Wolf Guy per lo scrittore di fantascienza Kazumasa Hirai.
Ikkyū (あっかんべェ一休?, Akanbe Ikkyū) è una biografia immaginaria dell'omonimo monaco vissuto nel XIV secolo, e s'incentra sui suoi conflitti personali (come il fatto di essere figlio dell'imperatore del Giappone) e sulla sua ricerca spirituale, che lo portano a diventare l'eccentrico monaco vagabondo della leggenda. Prima che potesse finire Ikkyū, Sakaguchi morì per insufficienza cardiaca acuta all'età di 49 anni. Ikkyu è stato insignito postumo del Japan Cartoonists Association Award.